# Luxemburgische Euromünzen
Die luxemburgischen Euromünzen sind die in Luxemburg in Umlauf gebrachten Euromünzen der gemeinsamen europäischen Währung Euro. Am 1. Januar 1999 trat Luxemburg der Eurozone bei, womit die Einführung des Euros als zukünftiges Zahlungsmittel gültig wurde.

## Umlaufmünzen
Die luxemburgischen Euromünzen haben drei verschiedene Designs, die alle das Porträt von Großherzog Henri von Luxemburg darstellen, entworfen von Yvette Gastauer-Claire. Alle Münzen enthalten außerdem die zwölf Sterne der EU, das Prägejahr sowie die Landesbezeichnung, LËTZEBUERG, in luxemburgischer Sprache. Alle luxemburgischen Münzen müssen das Porträt von Großherzog Henri aufweisen. Die luxemburgischen Münzen der Gemeinschaftsausgaben der 2-Euro-Gedenkmünzen tragen das Porträt als Kippbild.
Die luxemburgischen Euromünzen wurden bis 2004 bei der niederländischen Münze geprägt, 2005 und 2006 bei der finnischen Prägestätte Suomen Rahapaja bzw. die Gedenkmünzen dort und bei der französischen Münzstätte, 2007 und 2008 in der französischen Prägestätte und ab 2009 erneut bei der niederländischen Münze. Dahingehend tragen sie die Münzzeichen der jeweiligen Prägestätte und des Münzmeisters (auch die 1- und 2-Euro-Münzen, bei denen die Jahreszahl von den Münzzeichen flankiert wird, abweichend von der Abbildung unten).
Wie in den meisten Euroländern werden die luxemburgischen Euromünzen bereits seit 2007 mit der neu gestalteten Vorderseite (veränderte Europakarte) geprägt.
Seit Anfang 2018 wird außer dem jeweiligen Münzstättenzeichen ein Löwe, das Wappentier Luxemburgs, als das Ausgabeland symbolisierendes Münzzeichen in gewissem Umfang auf die Euro-Umlaufmünzen geprägt. Der Doppelschweif des Löwen ist dem Wappen des Königreichs Böhmen entlehnt, das von 1311 bis 1437 vom Haus Luxemburg regiert wurde und unter König Karl IV., römisch-deutscher Kaiser, zu einer Großmacht wurde.
| 0,01 €           | 0,02 €           | 0,05 €                                                                                           |
| ---------------- | ---------------- | ------------------------------------------------------------------------------------------------ |
| 1 Cent           | 2 Cent           | 5 Cent                                                                                           |
| Großherzog Henri |                  |                                                                                                  |
| 0,10 €           | 0,20 €           | 0,50 €                                                                                           |
| 10 Cent          | 20 Cent          | 50 Cent                                                                                          |
| Großherzog Henri |                  |                                                                                                  |
| 1,00 €           | 2,00 €           | Rand der 2-€-Münze                                                                               |
| 1 Euro           | 2 Euro           |                                                                                                  |
| Großherzog Henri | Großherzog Henri | Sechsmal abwechselnd die Zahl 2 und ★ ★ (zwei Sterne), abwechselnd aufrecht und um 180° gedreht. |

### Einklang mit den Gestaltungsrichtlinien
Ein Großteil der luxemburgischen Euromünzen entspricht nicht vollständig den Gestaltungsrichtlinien der Europäischen Kommission von 2008. In diesen sind Empfehlungen für die Gestaltung der nationalen Seiten der Kursmünzen festgelegt. Unter anderem sollen die europäischen Sterne wie auf der europäischen Flagge angeordnet sein – also insbesondere gleichmäßig im Kreis verteilt sein. Dies ist bei den Münzen von 1 Cent bis 50 Cent nicht erfüllt. Die Länder, deren Münzen den oben beschriebenen Empfehlungen noch nicht entsprechen, können die notwendigen Anpassungen jederzeit vornehmen; bis spätestens zum 20. Juni 2062 müssen sie diese vollziehen.

## 2-Euro-Gedenkmünzen
| Nr. | Bild | Ausgabedatum Bildreferenz | Anlass | Amtsblatt Referenz | Auflage   |
| --- | ---- | ------------------------- | --- | ------------------ | --------- |
| 1   |      | 26. Juli 2004             | Monogramm Großherzog Henri 1. Münze der Serie Großherzogliche Dynastie | [ 7 ] [ 8 ]        | 2.481.800 |
| 2   |      | 15. Februar 2005          | 50. Geburtstag und 5. Jahrestag der Thronbesteigung Großherzog Henris 100. Todestag Großherzog Adolphes 2. Münze der Serie Großherzogliche Dynastie                        | [ 10 ] [ 11 ]      | 2.769.000 |
| 3   |      | 1. Februar 2006           | 25. Geburtstag Erbgroßherzog Guillaumes 3. Münze der Serie Großherzogliche Dynastie                                                                                        | [ 13 ] [ 14 ]      | 1.047.500 |
| 4   |      | 2. Februar 2007           | Großherzoglicher Palast 4. Münze der Serie Großherzogliche Dynastie | [ 16 ] [ 17 ]      | 1.031.000 |
| 5   |      | 26. März 2007             | 50. Jahrestag der Unterzeichnung des Vertrags von Rom Euro-13-Gemeinschaftsausgabe                                                                                         | [ 19 ] [ 20 ]      | 2.046.000 |
| 6   |      | 1. Februar 2008           | Schloss von Berg 5. Münze der Serie Großherzogliche Dynastie | [ 22 ] [ 23 ]      | 1.042.000 |
| 7   |      | 15. Januar 2009           | 90. Jahrestag der Thronbesteigung Großherzogin Charlottes 6. Münze der Serie Großherzogliche Dynastie                                                                      | [ 25 ] [ 26 ]      | 0838.000  |
| 8   |      | 15. Januar 2009           | Zehnjähriges Bestehen der Wirtschafts- und Währungsunion (WWU) Euro-16-Gemeinschaftsausgabe                                                                                | [ 28 ] [ 29 ]      | 0825.000  |
| 9   |      | 14. Januar 2010           | Wappen Großherzog Henris 7. Münze der Serie Großherzogliche Dynastie | [ 31 ] [ 32 ]      | 0529.500  |
| 10  |      | 3. Februar 2011           | 50. Jahrestag der Ernennung ihres Sohnes Jean zum Statthalter durch Großherzogin Charlotte 8. Münze der Serie Großherzogliche Dynastie                                     | [ 34 ] [ 35 ]      | 0729.500  |
| 11  |      | 30. Januar 2012           | 100. Todestag Großherzog Wilhelms IV. 9. Münze der Serie Großherzogliche Dynastie                                                                                          | [ 37 ] [ 38 ]      | 0722.500  |
| 12  |      | 30. Januar 2012           | 10. Jahrestag der Einführung des Euro-Bargelds Euro-17-Gemeinschaftsausgabe                                                                                                | [ 40 ] [ 41 ]      | 0532.500  |
| 13  |      | 20. Dezember 2012         | Hochzeit Erbgroßherzog Guillaumes mit Gräfin Stéphanie de Lannoy 10. Münze der Serie Großherzogliche Dynastie                                                              | [ 43 ] [ 44 ]      | 0512.000  |
| 14  |      | 16. Oktober 2013          | Nationalhymne des Großherzogtums Luxemburg 11. Münze der Serie Großherzogliche Dynastie                                                                                    | [ 46 ] [ 47 ]      | 0522.000  |
| 15  |      | 6. Januar 2014            | 175 Jahre Unabhängigkeit 12. Münze der Serie Großherzogliche Dynastie | [ 49 ] [ 50 ]      | 0519.500  |
| 16  |      | 6. November 2014          | 50. Jahrestag der Thronbesteigung Großherzog Jeans 13. Münze der Serie Großherzogliche Dynastie                                                                            | [ 52 ] [ 53 ]      | 0512.400  |
| 17  |      | 8. Juni 2015              | 15. Jahrestag der Thronbesteigung Großherzog Henris 14. Münze der Serie Großherzogliche Dynastie                                                                           | [ 55 ] [ 56 ]      | 0517.500  |
| 18  |      | 15. Oktober 2015          | 125. Jahrestag der Luxemburger Dynastie Nassau-Weilburg 15. Münze der Serie Großherzogliche Dynastie                                                                       | [ 58 ] [ 59 ]      | 0511.500  |
| 19  |      | 3. Dezember 2015          | Dreißigjähriges Bestehen der EU-Flagge Euro-19-Gemeinschaftsausgabe | [ 61 ] [ 62 ]      | 0510.000  |
| 20  |      | 6. Mai 2016               | 50-jähriges Bestehen der Großherzogin-Charlotte-Brücke 16. Münze der Serie Großherzogliche Dynastie                                                                        | [ 64 ] [ 65 ]      | 0517.500  |
| 21  |      | 2. Januar 2017            | 50. Jahre Freiwilligenarmee Luxemburgs 17. Münze der Serie Großherzogliche Dynastie                                                                                        | [ 67 ] [ 68 ]      | 0316.000  |
| 22  |      | 26. Oktober 2017          | 200. Geburtstag des Großherzogs Wilhelm III. 18. Münze der Serie Großherzogliche Dynastie                                                                                  | [ 70 ] [ 71 ]      | 0311.000  |
| 23  |      | 27. Dezember 2017         | 150 Jahre Luxemburgische Verfassung 19. Münze der Serie Großherzogliche Dynastie                                                                                           | [ 73 ] [ 74 ]      | 0316.000  |
| 24  |      | 27. August 2018           | 175. Todestag von Großherzog Wilhelm I. 20. Münze der Serie Großherzogliche Dynastie                                                                                       | [ 76 ] [ 77 ]      | 0311.000  |
| 25  |      | 27. Dezember 2018         | 100. Jahrestag der Thronbesteigung Großherzogin Charlottes 21. Münze der Serie Großherzogliche Dynastie                                                                    | [ 79 ] [ 80 ]      | 0316.000  |
| 26  |      | 19. September 2019        | 100 Jahre Allgemeines Wahlrecht in Luxemburg 22. Münze der Serie Großherzogliche Dynastie                                                                                  | [ 82 ] [ 83 ]      | 0311.000  |
| 27  |      | 26. Februar 2020          | 200. Geburtstag Heinrichs von Oranien-Nassau 23. Münze der Serie Großherzogliche Dynastie                                                                                  | [ 85 ] [ 86 ]      | 0316.000  |
| 28  |      | 23. Dezember 2020         | Geburt von Prinz Charles von Luxemburg 24. Münze der Serie Großherzogliche Dynastie                                                                                        | [ 88 ] [ 89 ]      | 0333.500  |
| 29  |      | 19. April 2021            | 100. Geburtstag Großherzog Jeans 25. Münze der Serie Großherzogliche Dynastie                                                                                              | [ 91 ] [ 92 ]      | 0333.500  |
| 30  |      | 19. April 2021            | 40. Hochzeitstag Großherzog Henris und Großherzogin Maria Teresas 26. Münze der Serie Großherzogliche Dynastie                                                             | [ 94 ] [ 95 ]      | 0333.500  |
| 31  |      | 1. Juli 2022              | 50. Jahrestag der Flagge Luxemburgs 27. Münze der Serie Großherzogliche Dynastie                                                                                           | [ 97 ] [ 98 ]      | 0262.000  |
| 32  |      | 1. Juli 2022              | 10. Hochzeitstag von Erbgroßherzog Guillaume und Erbgroßherzogin Stéphanie 28. Münze der Serie Großherzogliche Dynastie                                                    | [ 100 ] [ 101 ]    | 0260.000  |
| 33  |      | 1. Juli 2022              | 35 Jahre Erasmus-Programm Euro-19-Gemeinschaftsausgabe | [ 103 ] [ 104 ]    | 0257.500  |
| 34  |      | 24. April 2023            | 175. Jahrestag der Abgeordnetenkammer und der ersten Verfassung (1848) 29. Münze der Serie Großherzogliche Dynastie                                                        | [ 106 ] [ 107 ]    | 0133.500  |
| 35  |      | 24. April 2023            | 25. Jahrestag der Aufnahme von Großherzog Henri als Mitglied des Internationalen Olympischen Komitees 30. Münze der Serie Großherzogliche Dynastie                         | [ 109 ] [ 110 ]    | 0133.500  |
| 36  |      | 29. Januar 2024           | 175. Todestag von Großherzog Guillaume II. 31. Münze der Serie Großherzogliche Dynastie                                                                                    | [ 112 ] [ 113 ]    | 0128.500  |
| 37  |      | 29. Januar 2024           | 100. Jahrestag der Unterzeichnung des Erlasses über die Ausgabe der „Feierstëppler“-Scheidemünze durch Großherzogin Charlotte 32. Münze der Serie Großherzogliche Dynastie | [ 115 ] [ 116 ]    | 0128.500  |
| 38  |      | 2025                      | 25. Jahrestag der Thronbesteigung von Großherzog Henri 33. Münze der Serie Großherzogliche Dynastie                                                                        | [ 117 ]            |           |
| 39  |      | 2025                      | 75. Jahrestag der Schuman-Erklärung | [ 118 ]            |           |

## Sammlermünzen
Es folgt eine Auflistung aller Sammlermünzen Luxemburgs bis 2021.

### 175 Eurocent
| Thema                                                                  | Ausgabedatum                                                           | Auflage                                                                |
| Material: 999er Gold – Durchmesser 20 mm – Masse 6,22 g – Dicke 1,4 mm | Material: 999er Gold – Durchmesser 20 mm – Masse 6,22 g – Dicke 1,4 mm | Material: 999er Gold – Durchmesser 20 mm – Masse 6,22 g – Dicke 1,4 mm |
| ---------------------------------------------------------------------- | ---------------------------------------------------------------------- | ---------------------------------------------------------------------- |
| 175 Jahre Unabhängigkeit Luxemburgs                                    | Juni 2014                                                              | 2.500                                                                  |

### 2,5 Euro

#### Serie Unesco
| Thema | Ausgabedatum | Auflage |
| Material: Außenring: 925er Silber, Zwischenring: Kupfer mit Rotgold beschichtet, Kern: Nordisches Gold mit Gelbgold beschichtet – Durchmesser 34 mm | Material: Außenring: 925er Silber, Zwischenring: Kupfer mit Rotgold beschichtet, Kern: Nordisches Gold mit Gelbgold beschichtet – Durchmesser 34 mm | Material: Außenring: 925er Silber, Zwischenring: Kupfer mit Rotgold beschichtet, Kern: Nordisches Gold mit Gelbgold beschichtet – Durchmesser 34 mm |
| --- | --- | --- |
| The Family of Man | 2018 | 1.750 |
| Material: Außenring: 925er Silber, Zwischenring: Nordisches Gold mit Gelbgold beschichtet, Kern: Kupfer mit Rotgold beschichtet – Durchmesser 34 mm | | |
| Stadt Luxemburg | Januar 2019 | 1.750 |
| Material: Außenring: Nordisches Gold mit Gelbgold beschichtet, Zwischenring: 925er Silber, Kern: Kupfer mit Rotgold beschichtet – Durchmesser 34 mm | | |
| Echternacher Springprozession | Januar 2020 | 1.750 |

#### Bedeutende Bauwerke Luxemburgs
| Material: innen 925er Silber, außen Nordisches Gold – quadratisch gebogenes Format: 36,2 mm × 36,2 mm – Masse 21,81 g | Material: innen 925er Silber, außen Nordisches Gold – quadratisch gebogenes Format: 36,2 mm × 36,2 mm – Masse 21,81 g | Material: innen 925er Silber, außen Nordisches Gold – quadratisch gebogenes Format: 36,2 mm × 36,2 mm – Masse 21,81 g |
| Thema | Ausgabedatum | Auflage |
| --- | --- | --- |
| 10. Jahrestag Musée d’Art Moderne Grand-Duc Jean                                                                      | 2016 | 2.500 |
| Adolphe-Brücke | 2017 | 2.500 |
| Wasserkraftwerk Vianden                                                                                               | 2018 | 2.500 |
| Universität Luxemburg                                                                                                 | Juni 2019 | 2.500 |
| Weltausstellung Dubai                                                                                                 | Oktober 2020 | 2.500 |
| Bockkasematten | 2021 | 2.000 |
| Stade de Luxembourg                                                                                                   | 1. Juli 2022 | 2.000 |
| Kathedrale Luxemburg                                                                                                  | Oktober 2023 | 2.000 |
| Staudamm von Esch-sur-Sûre                                                                                            | 2024 | 2.000 |

### 5 Euro

#### Serie Burgen Luxemburg
| Material: Kern: 999er Niob, Ring: 925er Silber – Durchmesser 34 mm – Masse 16,6 g – Dicke 2,5 mm | Material: Kern: 999er Niob, Ring: 925er Silber – Durchmesser 34 mm – Masse 16,6 g – Dicke 2,5 mm | Material: Kern: 999er Niob, Ring: 925er Silber – Durchmesser 34 mm – Masse 16,6 g – Dicke 2,5 mm |
| Thema                                                                                            | Ausgabedatum                                                                                     | Auflage                                                                                          |
| ------------------------------------------------------------------------------------------------ | ------------------------------------------------------------------------------------------------ | ------------------------------------------------------------------------------------------------ |
| Burg Vianden                                                                                     | Juni 2009                                                                                        | 7.500                                                                                            |
| Burg Esch-Sauer                                                                                  | 17. Juni 2010                                                                                    | 3.000                                                                                            |
| Schloss Mersch                                                                                   | 7. Juli 2011                                                                                     | 3.000                                                                                            |
| Burg Bourscheid                                                                                  | Juni 2012                                                                                        | 3.000                                                                                            |
| Burg Beaufort                                                                                    | Juni 2013                                                                                        | 3.000                                                                                            |
| Burg Larochette                                                                                  | Juli 2014                                                                                        | 3.000                                                                                            |
| Burg Brandenburg                                                                                 | Juli 2015                                                                                        | 3.000                                                                                            |
| Burg Clervaux                                                                                    | Mai 2016                                                                                         | 3.000                                                                                            |
| Burg Useldingen                                                                                  | Juli 2017                                                                                        | 3.000                                                                                            |
| Burg Koerich                                                                                     | Juli 2018                                                                                        | 3.000                                                                                            |
| Burg Burglinster                                                                                 | Juni 2019                                                                                        | 3.000                                                                                            |

#### Serie Fauna und Flora in Luxemburg
| Material: Kern: Nordisches Gold, Ring: 925er Silber – Durchmesser 34 mm – Masse 16,5 g | Material: Kern: Nordisches Gold, Ring: 925er Silber – Durchmesser 34 mm – Masse 16,5 g | Material: Kern: Nordisches Gold, Ring: 925er Silber – Durchmesser 34 mm – Masse 16,5 g |
| Thema                                                                                  | Ausgabedatum                                                                           | Auflage                                                                                |
| -------------------------------------------------------------------------------------- | -------------------------------------------------------------------------------------- | -------------------------------------------------------------------------------------- |
| Turmfalke                                                                              | Oktober 2009                                                                           | 3.000                                                                                  |
| Arnika                                                                                 | Oktober 2010                                                                           | 3.000                                                                                  |
| Europäischer Fischotter                                                                | Dezember 2011                                                                          | 3.000                                                                                  |
| Hummel-Ragwurz                                                                         | September 2012                                                                         | 3.000                                                                                  |
| Europäische Honigbiene                                                                 | Dezember 2013                                                                          | 3.000                                                                                  |
| Apfelbaum Reinette                                                                     | November 2014                                                                          | 3.000                                                                                  |
| Europäische Wildkatze                                                                  | Oktober 2015                                                                           | 3.000                                                                                  |
| Kornblume                                                                              | September 2016                                                                         | 3.000                                                                                  |
| Europäischer Laubfrosch                                                                | Oktober 2017                                                                           | 3.000                                                                                  |
| Schilf                                                                                 | Oktober 2018                                                                           | 3.000                                                                                  |
| Haubentaucher                                                                          | Oktober 2019                                                                           | 3.000                                                                                  |
| Schlangen-Knöterich                                                                    | Juni 2020                                                                              | 3.000                                                                                  |
| Zauneidechse                                                                           | 14. August 2021                                                                        | 3.000                                                                                  |
| Echter Seidelbast                                                                      | Oktober 2022                                                                           | 3.000                                                                                  |
| Gartenschläfer                                                                         | November 2023                                                                          | 2.500                                                                                  |
| Steinkauz                                                                              | 13. November 2024                                                                      | 2.500                                                                                  |
| Europäisches Reh                                                                       | Juli 2025                                                                              | 2.000                                                                                  |

### 10 Euro

#### Serie Kulturelle Geschichte
| Material: 999er Gold – Durchmesser 16 mm – Masse 3,11 g – Dicke 1,05 mm | Material: 999er Gold – Durchmesser 16 mm – Masse 3,11 g – Dicke 1,05 mm | Material: 999er Gold – Durchmesser 16 mm – Masse 3,11 g – Dicke 1,05 mm |
| Thema                                                                   | Ausgabedatum                                                            | Auflage                                                                 |
| ----------------------------------------------------------------------- | ----------------------------------------------------------------------- | ----------------------------------------------------------------------- |
| Maske von Hellange                                                      | November 2004                                                           | 5.000                                                                   |
| Wildschwein vom Titelberg                                               | Oktober 2006                                                            | 5.000                                                                   |
| Hirsch des Refugiums der Orvaler Abtei                                  | Oktober 2009                                                            | 3.000                                                                   |
| Fuchs                                                                   | November 2011                                                           | 3.000                                                                   |
| Goldene Frau                                                            | August 2013                                                             | 3.000                                                                   |
| D’Maus Ketti                                                            | Mai 2016                                                                | 2.000                                                                   |
| Melusine                                                                | Mai 2021                                                                | 1.500                                                                   |
| Der „Deiwelselter“ (Teufelsaltar)                                       | Mai 2024                                                                | 1.250                                                                   |

### Serie Europäische Institutionen
| Thema                                                                                         | Ausgabedatum  | Nennwert    | Material                                 | Masse   | Durchmesser | Dicke  | Auflage |
| --------------------------------------------------------------------------------------------- | ------------- | ----------- | ---------------------------------------- | ------- | ----------- | ------ | ------- |
| 50. Jahrestag des Gerichtshofs der Europäischen Gemeinschaften                                | Dezember 2002 | 25 Euro     | 925er Silber                             | 22,85 g | 37 mm       | 2,2 mm | 18.000  |
| 5. Jahrestag der Banque centrale du Luxembourg und des Europäischen Systems der Zentralbanken | Juni 2003     | 05 Euro     | 999er Gold                               | 06,22 g | 20 mm       | 1,4 mm | 15.000  |
| 25. Jahrestag der Europawahlen                                                                | Juni 2004     | 25 Euro     | 925er Silber                             | 22,85 g | 37 mm       | 2,2 mm | 05.000  |
| Rat der Europäischen Union und Luxemburger Präsidentschaft                                    | Januar 2005   | 25 Euro     | 925er Silber                             | 22,85 g | 37 mm       | 2,2 mm | 05.000  |
| Europäische Kommission                                                                        | Januar 2006   | 25 Euro     | 925er Silber                             | 22,85 g | 37 mm       | 2,2 mm | 03.000  |
| 30. Jahrestag des Europäischen Rechnungshofes                                                 | Oktober 2007  | 25 Euro     | 925er Silber                             | 22,85 g | 37 mm       | 2,2 mm | 03.000  |
| 50. Jahrestag der Europäischen Investitionsbank                                               | Januar 2008   | 25 Euro     | 925er Silber                             | 22,85 g | 37 mm       | 2,2 mm | 04.000  |
| 40. Jahrestag des Europäischen Rechnungshofes                                                 | Oktober 2017  | 40 Eurocent | Kern: 925er Silber Ring: Nordisches Gold | 15,87 g | 34 mm       |        | 01.500  |
| 75. Jahrestag des Europarats                                                                  | Juni 2024     | 25 Euro     | 999er Silber                             | 31,31 g | 34 mm       |        | 01.000  |

### Ad-Hoc-Ausgaben
| Thema                                                                                | Ausgabedatum                    | Nennwert     | Material                                 | Masse   | Durchmesser | Dicke   | Auflage |
| ------------------------------------------------------------------------------------ | ------------------------------- | ------------ | ---------------------------------------- | ------- | ----------- | ------- | ------- |
| 150. Jahrestag der Banque et Caisse d’Epargne de l’Etat                              | Februar 2006                    | 10 Euro      | Kern: 999er Titan Ring: 925er Silber     | 8 g     | 26 mm       | 2,3 mm  | 7.500   |
| 150. Jahrestag des Staatsrats                                                        | November 2006                   | 20 Euro      | Kern: 999er Titan Ring: 925er Silber     | 13,5 g  | 34 mm       | 2,5 mm  | 4.000   |
| 10. Jahrestag der Banque centrale du Luxembourg                                      | 1. Juni 2008                    | 10 Euro      | 999er Gold                               | 10,37 g | 23 mm       |         | 1.250   |
| 25. Jahrestag des Schengener Abkommens                                               | 17. Juni 2010                   | 10 Euro      | Kern: 999er Titan Ring: 925er Silber     | 13,5 g  | 34 mm       |         | 3.000   |
| 700. Jahrestag der Heirat Johanns von Luxemburg mit Elisabeth von Böhmen (Farbmünze) | 1. September 2010               | 700 Eurocent | 925er Silber                             | 20 g    | 34 mm       |         | 3.000   |
| 15. Jahrestag der Banque Centrale du Luxembourg                                      | Dezember 2013                   | 15 Euro      | 999er Gold                               | 6,22 g  | 20 mm       |         | 2.000   |
| Luxemburger Stahlindustrie                                                           | Juni 2014                       | 05 Euro      | Edelstahl                                | 21,85 g | 34 mm       |         | 2.500   |
| 200. Jahrestag des Wiener Kongresses (Farbmünze)                                     | Juli 2015                       | 05 Euro      | 925er Silber                             | 21,85 g | 34 mm       |         | 2.500   |
| 20. Jahrestag der Banque Centrale du Luxembourg                                      | Juni 2018                       | 2,5 Euro     | 999er Gold                               | 3,11 g  | 16 mm       | 1,05 mm | 1.500   |
| Geburt von Prinz Charles 2020                                                        | 2020                            | 25 Euro      | 925er Silber                             | 31,1 g  | 34 mm       |         | 1.500   |
| Geburt von Prinz Charles 2020                                                        | 2020                            | 100 Euro     | 999er Gold                               | 10,37 g | 23 mm       |         | 1.000   |
| Geburt von Prinz Charles 2020                                                        | 2020                            | 250 Euro     | 999er Gold                               | 31,13 g | 37 mm       |         | 0.250   |
| 100 Jahre Belgisch-Luxemburgische Wirtschaftsunion                                   | 2021 (Ausgabe: 10. Januar 2022) | 100 Euro     | Kern: 900er Gold Ring: 925er Silber      | 10,94 g | 28 mm       |         | 1.000   |
| Prinz François                                                                       | 1. September 2023               | 25 Euro      | 999er Silber                             | 31,1 g  | 34 mm       |         | 1.000   |
| 25 Jahre Zentralbank von Luxemburg                                                   | Dezember 2023                   | 25 Euro      | 999er Gold                               | 15,55 g | 36 mm       |         | 0.750   |
| Helden der Pandemie                                                                  | 20. Dezember 2023               | 25 Euro      | Kern: Nordisches Gold Ring: 925er Silber | 17,9 g  | 34 mm       |         | 3.000   |
| 25. Jahrestag der Thronbesteigung von Großherzog Henri                               | Juli 2025                       | 250 Euro     | 999er Gold                               | 31,1 g  | 37 mm       | 3 mm    | 0.750   |